# Olof Abraham Humble
Olof Abraham Humble, O.A. Humble, född 6 september 1862 i Gävle, död 28 april 1940 i Spånga, var en svensk präst. 
Humble, som var son till kontraktsprost Olof Hjalmar Humble och Hedvig Ulrika Elisabet Ström, blev efter studier i Gävle student vid Uppsala universitet 1883, avlade teologisk-filosofisk examen 1886, teoretisk teologisk examen 1889 samt praktisk teologisk examen och prästvigdes 1890. Han blev komminister i Börstils församling 1893, i Alfta församling 1899, kyrkoherde i Gnarps församling 1909, kontraktsprost i Nordanstigs kontrakt 1918 och kyrkoherde i Häverö församling 1922. Han utgav Blad ur Gnarps sockens historia (1922).
Humble var från den 30 augusti 1893 gift med Hilda Malmberg (född den 11 oktober 1872 i Harlev i Danmark, död den 3 november 1941 på Mörby lasarett), dotter till handlanden J A Malmberg och dennes maka, född Albihn. Makarna Humble är begravda på Häverö kyrkogård.